# Perfenazina
La perfenazina è un farmaco da famiglia degli antipsicotici tipici. Dal punto di vista chimico, è classificata come fenotiazina piperazinilica. Commercializzata originariamente negli Stati Uniti e in Italia col nome di Trilafon, è in uso clinico da decenni.
La perfenazina è circa dieci volte più potente della clorpromazina sul recettore della dopamina D2; pertanto, la perfenazina è considerata un antipsicotico di media potenza.

## Usi medici
A basse dosi viene usata per trattare la depressione agitata (insieme a un antidepressivo). Esistono combinazioni fisse di perfenazina e antidepressivo triciclico amitriptilina in diverse proporzioni di peso (v. Etrafon sotto). Nel trattamento della depressione, la perfenazina viene sospesa non appena la situazione clinica lo consente. La perfenazina non ha alcuna attività antidepressiva intrinseca. Diversi studi dimostrano che l'uso della perfenazina con la fluoxetina (Prozac) nei pazienti con depressione psicotica è molto promettente, sebbene la fluoxetina interferisca con il metabolismo della perfenazina, causando livelli plasmatici più elevati di perfenazina e un'emivita più lunga. In questa combinazione la forte azione antiemetica della perfenazina attenua la nausea e il vomito (emesi) indotti dalla fluoxetina, nonché l'agitazione iniziale causata dalla stessa. Entrambe le azioni possono essere utili per molti pazienti.
La perfenazina è stata usata a basse dosi come tranquillante "normale" o "minore" in pazienti con una storia nota di dipendenza da droghe o alcol, una pratica che ora è fortemente sconsigliata.
La perfenazina ha proprietà sedative e ansiolitiche, rendendo il farmaco utile per il trattamento di pazienti psicotici agitati.
Un'indicazione off-label preziosa è il trattamento a breve termine dell'iperemesi gravidica, in cui le donne incinte soffrono di forte nausea e vomito. Questo problema può diventare abbastanza grave da mettere a rischio la gravidanza. Poiché la perfenazina non ha dimostrato di essere teratogena e funziona molto bene, a volte viene somministrata per via orale nella dose più piccola possibile.

### Efficacia
La perfenazina è usata per trattare la psicosi (ad esempio nelle persone con schizofrenia e nelle fasi maniacali del disturbo bipolare e del disturbo ossessivo-compulsivo). Essa tratta efficacemente i sintomi positivi della schizofrenia, come allucinazioni e deliri, ma la sua efficacia nel trattamento dei sintomi negativi della schizofrenia, come appiattimento affettivo e povertà di linguaggio, non è chiara. Studi precedenti hanno rilevato che gli antipsicotici tipici sono inefficaci o poco efficaci nel trattamento dei sintomi negativi, mentre due studi del 2006 condotti su larga scala non hanno riscontrato differenze tra la perfenazina e gli antipsicotici atipici. Una revisione sistematica del 2015 ha confrontato la perfenazina con altri farmaci antipsicotici:
| Sebbene la perfenazina sia stata utilizzata in studi randomizzati per più di 50 anni, la comunicazione incompleta e la varietà di comparatori utilizzati rendono impossibile trarre conclusioni chiare. Tutti i dati per i principali risultati erano di qualità molto bassa. Nella migliore delle ipotesi si può dire che la perfenazina ha mostrato effetti simili, compresi gli eventi avversi, a quelli di molti altri farmaci antipsicotici. | |                                         |                       |
| \| Risultato \| Descrizione del risultato \| Risultato in numeri \| Qualità dell'evidenza \| \| Stato complessivo \| Stato complessivo \| Stato complessivo \| Stato complessivo \| \| ----------------------------------------------------------------------------------------------- \| ------------------------------------------------------------------------------------------------------------------------------------------------------------------------------- \| --------------------------------------- \| --------------------- \| \| Nessun miglioramento o deterioramento Follow-up: media a 8 settimane \| La perfenazina non è chiaramente diversa dagli altri farmaci per questo risultato globale e i dati a sostegno di questa scoperta sono molto limitati. \| Rischio relativo= 1.04 (da 0.91 a 1.17) \| Molto basso \| \| Salute mentale \| \| \| \| \| Salute mentale- 'nessun effetto' (BPRS riduzione del punteggio) Follow-up: media di 8 settimane \| Al momento non è possibile essere sicuri della differenza tra la perfenazina e qualsiasi altro farmaco antipsicotico. I dati a sostegno di questa scoperta sono molto limitati. \| RR 1.24 (da 0.61 a 2.52) \| Molto bene \| \| Effetti avversi \| \| \| \| \| Effetti avversi extrapiramidali - distonia Follow-up: media di 10 settimane \| La perfenazina non risulta chiaramente distinguibile dagli altri farmaci antipsicotici e i dati a sostegno di questa scoperta sono molto limitati. \| RR 1.36 (da 0.23 a 8.16) \| Molto basso \| \| Qualsiasi effetto avverso grave Follow-up: media a 39 settimane \| IInoltre non è possibile essere sicuri della differenza tra i due trattamenti. I dati a sostegno di questa scoperta sono molto limitati. \| RR 0.98 (da 0.68 a 1.41) \| Molto basso \| \| \| Nessuno studio ha riportato dati su esiti quali la morte. \| \| \| | |                                         |                       |
| Risultato | Descrizione del risultato | Risultato in numeri                     | Qualità dell'evidenza |
| Stato complessivo | |                                         |                       |
| Nessun miglioramento o deterioramento Follow-up: media a 8 settimane | La perfenazina non è chiaramente diversa dagli altri farmaci per questo risultato globale e i dati a sostegno di questa scoperta sono molto limitati.                           | Rischio relativo= 1.04 (da 0.91 a 1.17) | Molto basso           |
| Salute mentale | |                                         |                       |
| Salute mentale- 'nessun effetto' (BPRS riduzione del punteggio) Follow-up: media di 8 settimane | Al momento non è possibile essere sicuri della differenza tra la perfenazina e qualsiasi altro farmaco antipsicotico. I dati a sostegno di questa scoperta sono molto limitati. | RR 1.24 (da 0.61 a 2.52)                | Molto bene            |
| Effetti avversi | |                                         |                       |
| Effetti avversi extrapiramidali - distonia Follow-up: media di 10 settimane | La perfenazina non risulta chiaramente distinguibile dagli altri farmaci antipsicotici e i dati a sostegno di questa scoperta sono molto limitati.                              | RR 1.36 (da 0.23 a 8.16)                | Molto basso           |
| Qualsiasi effetto avverso grave Follow-up: media a 39 settimane | IInoltre non è possibile essere sicuri della differenza tra i due trattamenti. I dati a sostegno di questa scoperta sono molto limitati.                                        | RR 0.98 (da 0.68 a 1.41)                | Molto basso           |
| | Nessuno studio ha riportato dati su esiti quali la morte. |                                         |                       |

## Effetti avversi
Appartenendo alla classe degli antipsicotici fenotiazinici, la perfenazina condivide in generale tutti gli effetti collaterali allergici e tossici della clorpromazina. Una revisione sistematica dei dati sulla perfenazina condotta nel 2015 dalla Cochrane Collaboration ha concluso che "non c'erano differenze convincenti tra la perfenazina e altri antipsicotici" nell'incidenza degli effetti avversi. La perfenazina causa effetti collaterali extrapiramidali precoci e tardivi più spesso del placebo, e con una frequenza simile ad altri antipsicotici di media potenza e all'antipsicotico atipico risperidone.
Quando viene utilizzata per i suoi forti effetti antiemetici o antivertiginosi in casi con lesioni cerebrali associate, può offuscare il decorso clinico e interferire con la diagnosi. Alte dosi di perfenazina possono causare discinesia temporanea. Come con altri antipsicotici tipici, la discinesia tardiva permanente o duratura è un rischio.

### Interruzione
Il British National Formulary raccomanda un ritiro graduale quando si interrompe l'assunzione di antipsicotici per evitare una sindrome da astinenza acuta o una ricaduta rapida. I sintomi di astinenza includono comunemente nausea, vomito e perdita di appetito.  Altri sintomi possono includere irrequietezza, aumento della sudorazione e disturbi del sonno. Effetti più rari sono: sensazione di vertigini, intorpidimento o dolori muscolari. I sintomi generalmente si risolvono dopo un breve periodo di tempo.
Esistono prove incerte che l'interruzione degli antipsicotici possa provocare psicosi. Può anche provocare la ricomparsa della condizione che si sta trattando. Raramente può verificarsi discinesia tardiva quando si interrompe il trattamento.

## Farmacologia

### Farmacodinamica
La perfenazina ha la seguente affinità di legame verso i recettori umani clonati, se non diversamente specificato:
| Bersaglio molecolare | Affinità di legame (Ki[nM]) per la perfenazina | Affinità di legame (Ki[nM]) per la dealkilperfenazina | Affinità di legame (Ki[nM]) for 7-idrossiperfenazina |
| -------------------- | ---------------------------------------------- | ----------------------------------------------------- | ---------------------------------------------------- |
| 5-HT1A               | 421                                            | -                                                     | -                                                    |
| 5-HT2A               | 5.6                                            | 54                                                    | 38                                                   |
| 5-HT2C               | 132                                            | -                                                     | -                                                    |
| 5-HT6                | 17                                             | -                                                     | -                                                    |
| 5-HT7                | 23                                             | -                                                     | -                                                    |
| α1A                  | 10                                             | -                                                     | -                                                    |
| α2A                  | 810                                            | -                                                     | -                                                    |
| α2B                  | 104.9                                          | -                                                     | -                                                    |
| α2C                  | 85.2                                           | -                                                     | -                                                    |
| M1                   | 2000                                           | 130                                                   | 3400                                                 |
| M3                   | 1848                                           | -                                                     | -                                                    |
| D1                   | 29.9 (RS)                                      | -                                                     | -                                                    |
| D2                   | 0.765                                          | -                                                     | -                                                    |
| Recettore D2L        | 3.4                                            | 85                                                    | 4.1                                                  |
| D3                   | 0.13                                           | -                                                     | -                                                    |
| D4                   | 17                                             | -                                                     | -                                                    |
| Recettore D4.4       | 140                                            | 690                                                   | 620                                                  |
| H1                   | 8                                              | -                                                     | -                                                    |
| σ                    | 18.5 (RB)                                      | -                                                     | -                                                    |

Acronimi:

RS — Recettore striato del ratto.

RB — Recettore del cervello di ratto.
Meccanismo d'azione
La perfenazina è un farmaco antipsicotico tipico di potenza media o moderata (15 volte superiore a una dose di clorpromazina, anch'essa un tipico farmaco antipsicotico). Rispetto all'alloperidolo, che è un farmaco antipsicotico tipico molto potente (50 volte), ha probabilmente valori di affinità simili ai recettori D2/3 (0,7, 0,3).

### Farmacocinetica
La perfenazina ha una biodisponibilità orale di circa il 40% e un'emivita di 8-12 ore (fino a 20 ore) e viene solitamente somministrata suddividendola in 2 o 3 dosi al giorno. È possibile somministrare due terzi della dose giornaliera prima di coricarsi e un terzo durante la colazione per massimizzare l'attività ipnotica durante la notte e ridurre al minimo la sedazione diurna e l'ipotensione senza perdere l'attività terapeutica.

## Formulazioni
È venduto con i marchi Trilafon (farmaco singolo) ed Etrafon/Triavil/Triptafen[30] (contiene dosaggi fissi di amitriptilina). Un marchio in Europa è Decentan, che indica il fatto che la perfenazina è circa 10 volte più potente della clorpromazina.
Le forme orali più comuni sono le compresse (2, 4, 8, 16 mg) e il concentrato liquido (4 mg/ml).
La soluzione di "perfenazina iniettabile USP" è destinata all'iniezione intramuscolare profonda (i.m.), per i pazienti che non sono disposti ad assumere farmaci per via orale o se il paziente non è in grado di deglutire. Grazie alla migliore biodisponibilità dell'iniezione, due terzi della dose orale originale sono sufficienti. L'incidenza di ipotensione, sedazione ed effetti collaterali extrapiramidali può essere maggiore rispetto al trattamento orale. Le iniezioni intramuscolari sono appropriate per alcuni giorni, ma il trattamento orale deve essere iniziato il prima possibile.
In molti Paesi esistono forme depot di perfenazina (come perfenazina enantato e perfenazina decanoato). Un'iniezione dura da 1 a 4 settimane a seconda della dose dell'iniezione depot. Le forme depot di perfenazina non dovrebbero essere utilizzate durante la fase iniziale del trattamento, poiché la rara sindrome neurolettica maligna può diventare più grave e incontrollabile con questa forma. Gli effetti collaterali extrapiramidali possono essere in qualche modo ridotti grazie ai livelli plasmatici costanti durante la terapia depot. Inoltre, la compliance del paziente è garantita, poiché molti pazienti non assumono i farmaci per via orale, soprattutto se si sentono meglio una volta ottenuto un miglioramento della psicosi.

## Interazioni
La fluoxetina causa livelli plasmatici più elevati e un'emivita di eliminazione più lunga della perfenazina: pertanto, potrebbe essere necessaria una riduzione della dose di perfenazina.
La perfenazina intensifica l'azione depressiva centrale dei farmaci con tale attività (tranquillanti, ipnotici, narcotici, antistaminici, farmaci da banco, antiemetici, ecc.). Per tali combinazioni di farmaci, potrebbe essere necessaria una riduzione della dose di perfenazina o dell'altro farmaco.
In generale, tutti i farmaci neurolettici possono provocare convulsioni in combinazione con l'oppioide tramadolo (Ultram).
La perfenazina può aumentare il fabbisogno di insulina nei pazienti affetti da diabete. Occorre monitorare regolarmente i livelli di glucosio nel sangue dei pazienti insulino-dipendenti durante il trattamento a lungo termine.